# Richard Beymer
George Richard Beymer, Jr. (n. 20 februarie 1938, Avoca⁠(d), Iowa, SUA) este un actor american, care este cel mai bine cunoscut pentru interpretarea rolurilor Tony din filmul West Side Story (1961), Peter din Jurnalul Annei Frank (1959) și Ben Horne din serialul de televiziune Twin Peaks (1990-1991, 2017).

## Primii ani
Beymer s-a născut în Avoca, Iowa, în familia tipografului George Richard Beymer și al soției lui, Eunice (născută Goss). El și familia lui s-au mutat în 1940, la Los Angeles, California. 

## Cariera de actor
În 1949 Beymer a început să joace în televiziune în serialul TV Sandy Dreams.
Beymer și-a făcut debutul în film în Stazione Termini al lui Vittorio De Sica, lansat in 1953. El a jucat în So Big (1953) și Johnny Tremain (1957) și a avut succes în Jurnalul Annei Frank (1959) și West Side Story (1961) înainte de a împărți Premiul Globul de Aur pentru cel mai bun actor debutant în 1962, cu Bobby Darin și Warren Beatty. El a avut un rol important în filmul The Longest Day (1962).
În 1961, el a început o prietenie cu pe atunci necunoscuta Sharon Tate, care a apărut ca figurantă într-un film în care el interpreta un rol principal, Hemingway's Adventures of a Young Man. Beymer a încurajat-o să urmeze o carieră în actorie, iar, după ce a prezentat-o impresarului lui, Tate a semnat un contract cu Filmways.

## Televiziune
În 1957 a apărut în drama TV despre Războiul Civil American Gray Ghost în episodul „An Eye for an Eye”. În 1958 a interpretat rolul Joe Belden în episodul „Man Hunt” al serialului despre aviațieSky King. El a apărut ca invitat în mai multe seriale de televiziune. A avut trei apariții în Star Trek: Deep Space Nine ca Li Nalas în episoadele „The Homecoming”, „The Circle” și „The Siege”. În 1984 l-a interpretat pe David Fenton, soțul personajului jucat de Mimi Rogers, în spectacolul de scurtă durată Paper Dolls. 
El a avut un rol în serialul de televiziune Twin Peaks din 1990, interpretându-l pe Ben Horne. Mai târziu, el l-a interpretat pe dr. Matthew Sheridan în filmul de televiziune A Face To Die For (1996). Beymer a anunțat că a reluat rolul lui Ben Horne, în cel de-al treilea sezon al Twin Peaks în 2017.

## Viața personală
În 2010 Beymer locuia în Fairfield, Iowa, unde continua să facă filme și să scrie, să sculpteze și să picteze. El practică meditația transcendentală pentru a se liniști.

## Filmografie selectivă
- 1951 Fourteen Hours - (necreditat)
- 1953 Terminal Station - Paul Stevens
- 1953 So Big - Roelf la vârsta de 12-16 ani
- 1957 Johnny Tremain - Rab Silsbee
- 1959 Jurnalul Annei Frank (The Diary of Anne Frank), regia George Stevens - Peter Van Daan
- 1960 High Time - Bob Bannerman
- 1961 Poveste din cartierul de vest (West Side Story), regia Robert Wise
- 1961 Bachelor Flat - Mike Pulaski
- 1962 Five Finger Exercise - Philip Harrington
- 1962 Aventurile unui tânăr (Hemingway's Adventures of a Young Man), regia Martin Ritt
- 1962 Ziua cea mai lungă (The Longest Day), regia Ken Annakin GB, Andrew Marton (USA), Bernhard Wicki (CH), Darryl F. Zanuck (USA), Gerd Oswald
- 1963 The Stripper - Kenny Baird
- 1969 Scream Free! - Dean
- 1973 The Innerview
- 1983 Cross Country (1983) - Evan Bley
- 1989 Silent Night, Deadly Night 3: Better Watch Out! - Dr. Newbury
- 1992 Blackbelt - Eddie Deangelo
- 1992 Danger Island - Ben
- 1993 Under Investigation - dr. Jerry Parsons
- 1994 My Girl 2 - Peter Webb
- 1996 The Disappearance of Kevin Johnson - Chad Leary
- 1996 A Face to Die For - dr. Matthew Sheridan
- 1996 Foxfire' - dl. Parks
- 1998 Playing Patti
- 2000 Home the Horror Story - Bob Parkinson